# Лавровская (Ухотское сельское поселение)
Лавровская — деревня в Каргопольском районе Архангельской области России. Входит в состав Ухотского сельского поселения.

## География
Деревня находится в юго-западной части Архангельской области, в подзоне средней тайги, в пределах северной части Восточно-Европейской равнины, на правом берегу реки Свиди, на расстоянии примерно 55 километров (по прямой) к юго-западу от города Каргополя, административного центра района.

### Климат
Климат характеризуется как умеренно континентальный, с продолжительной холодной зимой и умеренно тёплым влажным летом. Среднегодовая температура воздуха — 2,1 °C. Средняя температура воздуха самого холодного месяца (января) — −12,3 °C (абсолютный минимум — −50 °C), средняя температура самого тёплого (июля) — 16,5 °С (абсолютный максимум — 35 °C). Продолжительность безморозного периода составляет 91 день. Вегетационный период начинается в среднем 7 мая и длится около 145 дней. Годовое количество атмосферных осадков — 541 мм, из которых 389 мм выпадает в период с апреля по октябрь. Снежный покров держится в течение 170 дней.

### Часовой пояс
Лавровская, как и вся Архангельская область, находится в часовой зоне МСК (московское время). Смещение применяемого времени относительно UTC составляет +3:00.

## Население
| 2002 | 2010 | 2012 |
| ---- | ---- | ---- |
| 0    | ↗1   | →1   |